# Martin Heidegger et la question de la vérité

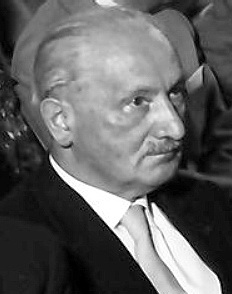
Heidegger en 1960.

Au (§ 44) de la première section de Être et Temps (SZ p. 213), Martin Heidegger reprend une interrogation qu'il  poursuivra jusqu'en 1930 avec la conférence De l'essence de la vérité » publiée en français en 1990 dans Questions I et II! chez Gallimard.  Dès le début il entreprend la « Destruction ou Déconstruction »  du concept philosophique de Vérité, tel que venu jusqu'à nous depuis sa première apparition dans la Grèce archaïque. Il apparaît que ce concept traditionnel, que l'on définit habituellement comme « adéquation entre l'idée et la chose » et qui trouve son application dans le jugement, a subi au cours du temps de nombreuses métamorphoses. Dans des analyses remontant aux premiers pré-socratiques (voir Heidegger et les Présocratiques) , Heidegger, en recherchant la source et les conditions de possibilités, exhume le sens originaire du concept de Vérité comme Alètheia, qui n'est pas, à l'inverse de son sens actuel, un concept de relation mais l'expression du surgissement hors du retrait, de l'étant en soi. Ce sens a été perdu avec Platon et Aristote et l'idée de Vérité a subi depuis son origine plusieurs transformations pour aboutir en dernier à la vérité-certitude qui nous procure l'illusion de la calculabilité universelle, devenue la vérité de notre temps (à travers la domination de la « technique»).

## La déconstruction du concept traditionnel de Vérité
Il s’agira de montrer que la définition ontologique de la Vérité, sous ses formes historiques, d'abord par la concordance puis par la rectitude du jugement, est en retrait sur la notion extrêmement complexe des premiers penseurs de l’Alètheia, essentiellement Parménide, mais aussi tout aussi réductrice par rapport à son sens courant et populaire (épopée homérique) comme l’expose Marcel Detienne dans son livre . « C'est dans la poésie que les premiers Grecs ont recueilli la vérité , c'est-à-dire l'alètheia, comme dévoilement de l'être »
On constate que quelque chose de la richesse du premier sens de la « Vérité-Alètheia »  s'est perdu au cours de l'histoire, dans un processus de dégénérescence déjà bien entamé dans la Grèce classique depuis Platon jusqu'à Aristote. En fait, note Jean Greisch « plutôt qu'au concept de la vérité tiré de la logique (théorie de la proposition vraie ou fausse, théorie du jugement), Heidegger s'intéresse dans  Être et Temps (SZ p. 213) au « phénomène de la vérité » tel qu'il a pu s'exposer dans quelques citations empruntées à Parménide et à Aristote ».

### Les époques de la Vérité
La mutation de l'essence de la vérité survenue avec la détermination platonicienne de l'être comme «  idea », et qui fut selon  Heidegger, le premier pas qu'il va qualifier de catastrophe, résulterait de la confusion initiale entre l' « être et la phusis », qui découle nécessairement de l'interprétation de l'être comme idea. Cette interprétation, dans laquelle l'effet ou le résultat de l'être, prend la place de l'être lui-même, a été interprétée par Heidegger comme le coup d'envoi d'une longue période de déclin qui ouvre la voie à ce qu'il a qualifié d'histoire de « l'oubli de l'être ».
Déjà Parménide avait avant Platon, établi une corrélation entre la « pensée » et l' « être ». Dans la suite logique, l' « idea », sous la forme d'un énoncé propositionnel (les catégories), va déterminer la présence de la chose. Cette notion de vérité, comme conformité de la pensée à la chose une fois clairement émergée à partir d'Aristote va se prêter historiquement à de nombreuses variations. Toutefois Franco Volpi considère que Heidegger a toujours « refusé d'attribuer à Aristote lui-même la paternité de cette réduction ».
Il y eut par la suite la vérité scolastique, dans laquelle l'adéquation de l'intellect humain à la chose se fondait sur l'adéquation de la chose à « la pensée créatrice de Dieu ». Martina Roesner, note qu'une fois que la vérité phénoménale originaire eut été supplantée par cette vérité transcendante, la dimension langagière de la vérité s'est réduite à la correspondance établie par l'intellect entre la proposition et l'état des choses. Emmanuel Kant, sans rien changer à l'équilibre de ce face à face, est venu par la suite pour « définir le phénomène comme objet possible de l'intuition d'un sujet, marquant ainsi que ce sont les objets qui doivent se régler sur notre connaissance et non l'inverse ».
Cette permutation dont le mérite revient à Kant est qualifiée ordinairement de « révolution copernicienne ». Toutefois, pour Heidegger, remarquent les traducteurs et interprètes de Kant et le problème de la métaphysique cette permutation exprime beaucoup plus le fait que pour qu'un objet soit saisi il faut au préalable qu'il soit saisi comme « étant » . Il est ainsi patent que la connaissance de l'objet empirique est dépendant de la connaissance ontologique, préséance qui va constituer pour Heidegger le sens authentique de la « révolution copernicienne ».
On notera, par ailleurs, que la variation vraiment décisive pour l'avènement du règne de la « Technique », dernière étape de cette longue histoire du déclin, se trouvait déjà formulée dans les travaux de Descartes avec la prévalence absolue qu'il accorde à la « vérité certitude », qui impose aux choses de se soumettre à un certain type de connaissance, la « mathesis »,. Connaître, n'est dorénavant plus un simple dévoilement mais le moyen de s'assurer d'un pouvoir sur l'étant. 
Les développements ultérieurs de la philosophie moderne conduisent à l'impérialisme de la pensée calculante, si bien qu'entre l' « ego cogito » et la notion nietzschéenne de la « volonté de puissance », nouvelle et dernière figure de la « vérité de l'être », il n'y a pas de discontinuité fondamentale(voir Heidegger et la question de la technique). Jean Beaufret  remarque que la figure terminale d'un tel destin se présente comme la mutation totale de la vérité en système de « valeur ». Jean Greisch de son côté note que malgré la rupture «épochale » que l'avènement des philosophies modernes est censée représenter, Heidegger a pu soutenir que du point de vue ontologique, elles n'apportent rien de nouveau.
Heidegger a cherché à dépasser cette réduction idéaliste du commencement de la philosophie grecque à son achèvement dans la métaphysique post hégélienne de Nietzsche et de Kant. Heidegger comprend toute l'histoire de la métaphysique occidentale marquée par l'aggravation continue de l'« oubli de l'être » jusqu'à son oubli total dans l'ère de la technique, comme le « destin de l'être ».
Après le Tournant, cet oubli, est mis au compte de l'Être lui-même qui se dérobe et se retire, selon une Méta-histoire de la Vérité de l'Être, voir article sur Alètheia, pour laquelle les présocratiques ont frappé les premiers coups d'envoi ; c'est pourquoi plutôt que d'une histoire de l'oubli, qui impliquerait volonté ou négligence, Heidegger préfère parler « d'une histoire du retrait ».  Le retrait se dit en grec époché ou époque ἐποχή , la mise hors jeu, le s'abstenir, ce qui veut dire que l'être se présente à nous sous diverses époques qui sont autant de modalités de son retrait.
Il y aura dorénavant dans la pensée de Heidegger une histoire de l'être et une histoire de sa vérité à travers la succession des époques. Le tournant historial « Kehre » de la pensée de Heidegger, devenue une « méditation de l'histoire de l'Être », le conduit à se tourner vers le commencement de cette histoire : les présocratiques.

### La perception heidegerienne de l'alètheia
Dans son entreprise de refondation, Heidegger entreprend de retrouver le sens originaire de l'idée de Vérité, ou Aletheia, tant celle des présocratiques (Parménide, Héraclite, Anaximandre) que celle des poètes comme Homère et Hésiode. Pour un exposé exceptionnel du sens originel et de la complexité de l’Aletheia chez les grecs archaïques, on ne peut que recommander la lecture du livre de Marcel Detienne et de celui de Marlène Zarader.
On constate que chez les premiers penseurs présocratiques les trois thèmes de Phusis, de Logos et d’Alètheia, apparaissent comme perpétuellement mis en relation, car ils appartiennent au groupe des « paroles fondamentales » distinguées par Marlène Zarader dans son livre,. À cette époque de l'histoire de l'Être « Tous ces thèmes primordiaux avec celui de l’Alètheia s'ouvrent les uns sur les autres et en arrivent presque à s'identifier entre eux » comme le note Heidegger.
À partir de l'étymologie de alètheia, qui signifie littéralement « hors de la léthé », Heidegger va chercher à préserver, dans sa langue, le sens qu'il y perçoit en ayant recours au mot Unverborgenheit, qui vise à articuler une expérience originaire de la vérité comme « sortie de l'étant hors du retrait ». Il s'agit bien d'une expérience ontologique (quant à l'être) et non pas d'un simple jeu linguistique qu'autoriserait le « a » privatif d'aléthéia. « aléthéia pensée de façon grecque est régie par la léthé, ne se fonde donc pas sur la construction du mot, mais dans la pensée que « pour être ce qu’il est le dévoilement a besoin du voilement » ». Ce dont cette expression rend compte chez les premiers penseurs et les poètes (Homère, Hésiode) et jusqu'à Platon, c'est donc d'un « Événement », un évènement de sortie qui n'est absolument pas réductible à son résultat.

### L'effondrement de l'alètheia

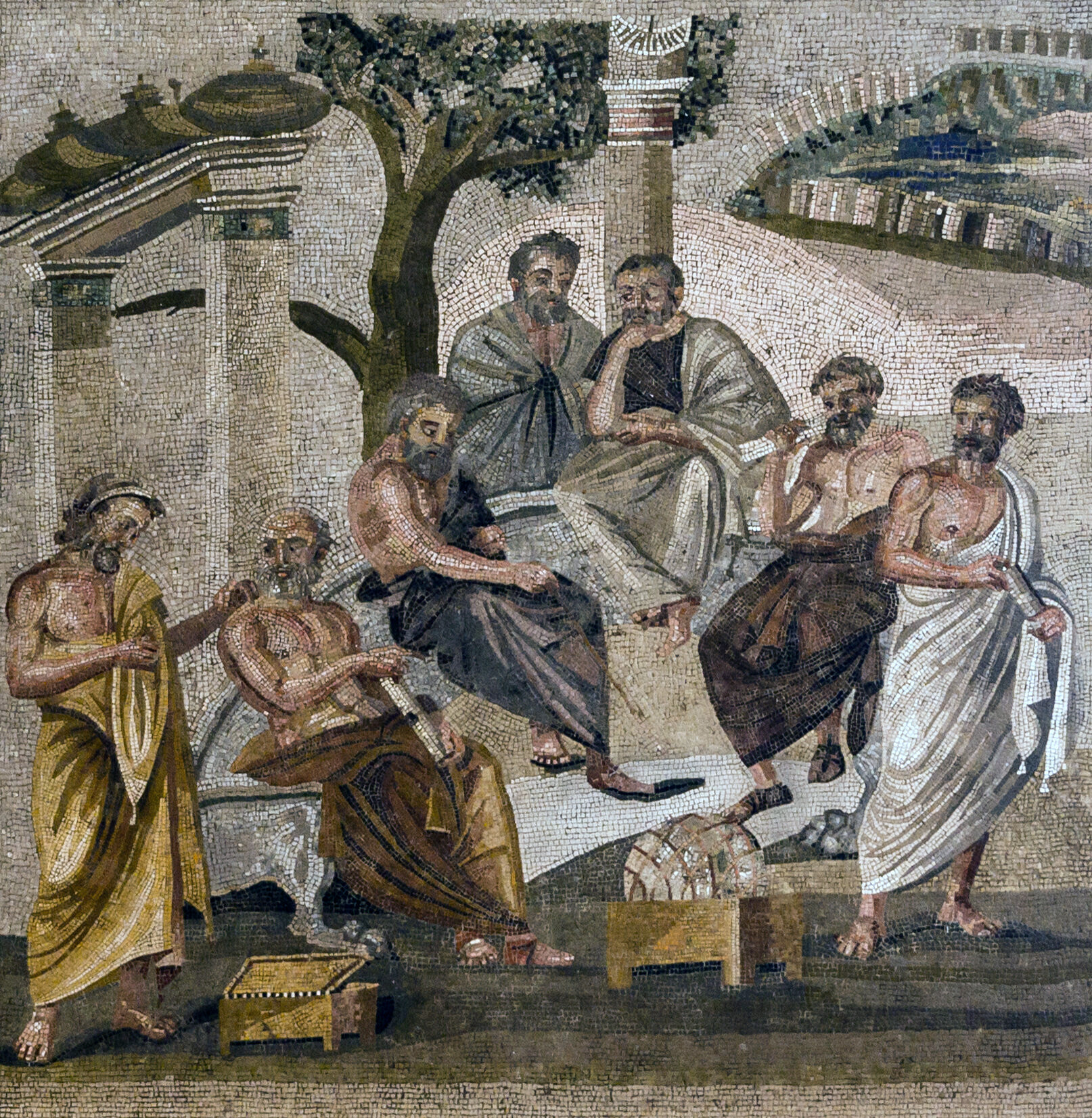
L'Académie de Platon (mosaïque romaine trouvée à Pompéi).

La perte de sens, l'oubli de l'être, en tant que « décèlement ou épiphanie », qui a eu lieu et à partir duquel la Métaphysique et l’histoire de l’occident prendront paradoxalement leur essor, cet évènement, Heidegger va le qualifier d'« effondrement », voire de « catastrophe »,. En fait l’Idea de Platon n'était déjà plus l'apparaître lui-même dans son processus, mais seulement son résultat, la chose vue qui se fige en objet soit en présence constante en tant qu’ousia. Ici se fait une deuxième mutation de l’essence de la vérité qui va consister à soumettre l’être à la pensée, à la perception, au noein.
Heidegger considère que la catastrophe a eu lieu lorsque les penseurs ne prennent plus en considération l'évènement de l'apparition pour ne plus voir que l'apparu, que l'objet, la chose présente, définitivement renforcé dans la conception romaine puis Scolastique de la  Veritas. C'est le tout début d'un processus qui verra le sens profond de la Vérité progressivement se perdre à jamais pour être remplacé par de simples procédures de vérification.
Depuis le Platon de l'Allégorie de la caverne qui voit la Vérité à travers l'éblouissement de l'Idée, en passant à sa définition comme forme chez Aristote, puis plus tard l'«adæquatio intellectus» et rei et la Véritas du Moyen Âge, chose étendue dans un espace mathématique chez Descartes, ou le phénomène perçu chez Kant, la compréhension de la « Vérité » demeure « correspondance entre l'idée et la chose ». Lorsque cette concordance est fermement établie, la vérité est réputée atteinte.
Un deuxième présupposé tout aussi commun et tout aussi problématique, d'origine aristotélicien celui-là, réduit le concept de vérité à sa dimension logique, qui veut qu' « une chose ne puisse en même temps et sous le même rapport être et ne pas être » selon le principe de non-contradiction. La vérité ne saurait être affirmée que d'une chose réellement étante, selon les critères de la logique, alors même que, selon Heidegger, la logique est elle-même suspendue  à la Vérité de l'Être, enfermant ainsi cette application du principe de contradiction dans un cercle.

### Ce qui est perdu du premier sens de l'alètheia
À l'origine la « Vérité-Alètheia » n'est pas encore un concept, et surtout pas encore un jugement de correspondance ; elle s'expose, selon Marcel Detienne, dans une Parole, une Parole « magico-religieuse », dite par les hommes habilités et qui exprime une force en tant que partie prenante de la Phusis, en tant que telle, en tant que puissance de la Phusis, elle est efficace et a pour fonction de dire et d'agir sur ce qui est. Heidegger reprendra cette idée de solennité et d'accoucheuse de ce qui sans elle serait resté voilé.
À travers l'alètheia, la phusis s'expose selon une double perspective ; selon l'émergence mais aussi selon le couple d'opposés dévoilement-recouvrement, que désigne le terme privatif d aléthéia, ἀλήθεια qui, au sens de « hors retrait », accentue l'idée d'une résistance et d'un combat qu'il a trouvé chez Héraclite (voir le développement sur Héraclite dans Heidegger et les Présocratiques). De l'identification progressive de la phusis, que Heidegger conçoit comme étendue à l'ensemble de l'étant avec aléthéia, naît l'idée surprenante que le voilement, la non-vérité, en termes modernes, appartient à l'essence même de la phusis, donc à l'essence de l' « être ».
Le philosophe Marc Froment-Meurice note que l'idée de sortie hors du retrait ne nous est absolument pas transmise par sa traduction latine Véritas qui recouvre et masque « ce qui est le cœur-même de l'alètheia », la « préséance du retrait sur toute présence », la vérité devient bloc imperméable là où les grecs éprouvaient tout dans la légèreté de la grâce octroyée, du brouillard qui se dissipe, de la « clairière.
Jean Beaufret fait état d'une autre conséquence, moins souvent citée, que met à jour Heidegger, le fait que cette mutation de surface s'accompagne d'une autre mutation tout aussi surprenante, qui fera florès en théologie, celle qui  consiste pour Platon à soumettre la Vérité au Bon, à l’Agathe 'du grec Ἀγαθή , notamment dans la République, où le Bien suprême devient l'ultime régulateur, rompant ainsi avec la pensée de Parménide et d'Héraclite.
Enfin ce qui a été laissé en chemin c'est l'idée que la vérité elle-même dans son essence est un combat (voir développement la vérité comme combat dans article Alètheia).
En résumé de cette première section, Heidegger n'a jamais affirmé que notre conception habituelle de la vérité était erronée, mais seulement qu'elle était dérivée. Comme toujours chez Heidegger, le fondement d'un phénomène est à rechercher du côté des conditions de possibilité.

## Le Dasein est originairement dans la vérité
« Dans la question de la vérité, il n'y va pas seulement d'une modification du concept traditionnel de vérité, ni d'un complément apporté à sa représentation courante, il y va d'une mutation de l'être-homme ».Heidegger  Lettre à Richardson.

### Le Dasein comme être découvrant
De toute' évidence, le « vrai » ne peut avoir son siège dans le seul jugement. Déjà pour Aristote  lui-même, on l'avait bien vite oublié, dans sa  Métaphysique, en  Theta, chapitre 10, reconnaît que « ce n'est pas la proposition qui est le lieu de la vérité mais tout au contraire la vérité qui est le lieu de la proposition, comme le rappelle Françoise Dastur reprenant Heidegger.
En effet, alors que la sensation des sensibles propres est toujours vraie, le jugement qui fait intervenir la raison peut être faux comme l'avait déjà remarqué Aristote, car il fait intervenir contrairement au sensible un tiers, qui s'il est ignorant ne saisit pas la chose en ce qu'elle est, Françoise Dastur .
Pour qu'un énoncé soit vrai, il faut d'abord qu'il exprime la chose « telle qu'elle est » et non pas seulement une représentation de cette chose. Par cette affirmation Heidegger tente de transcender les difficultés soulevées par les théories de la connaissance, car exprimer la chose telle qu'elle est, suppose qu'elle soit déjà là-devant, pas simplement dans sa représentation, Heidegger parle de Vor-stellen, traduit par « Apprésentation », de saisie en chair et en os selon l'expression husserlienne, qui suppose un Dasein toujours déjà auprès des choses (être-au-monde).
La question reste de savoir comment l'accord peut s'effectuer, entre quoi et quoi et comment?  Si la représentation n'est plus une étape nécessaire il faut bien supposer que le Dasein « entend », comprend, se saisit, de la chose même directement, que l'énoncé découvre l'étant lui-même non son image, et c'est bien ce que Heidegger tire  comme conséquence de la « théorie de l'évidence » exposée dans « la VI Recherche Logique de Husserl » avec son concept d'intentionnalité,.
L'énoncé n'exprime plus un état interne d'un sujet ce qui poserait le problème du rapport entre cet état interne et la chose extérieure mais « cela même à propos de quoi il énonce quelque chose » écrit Alexander Schnell. Christian Dubois a cette formule « l'être-vrai (vérité) de l'énoncé doit nécessairement être entendu comme être découvrant »
. Cela n'est possible que si nous nous comportons toujours déjà par rapport aux choses, non pas dans un simple rapport de conscience mais « affectivement », comme « être-au-monde », être par essence découvrant. Ce rapport essentiel qui caractérise l' « être-là » en son existence c'est d'« être-toujours-déjà-auprès-de ». La monstration nous dit Marlène Zarader implique un Verhalten : un comportement ou une « disposibilité accueillante » du Dasein. Heidegger dit expressément « le λόγος est la modalité de l'être du Dasein qui peut découvrir aussi bien que cacher » Être et Temps (SZ p. 226).
En conséquence, Françoise Dastur renvoie dos à dos le réalisme et l'idéalisme « Le réalisme qui pose la réalité du monde comme indépendante de la pensée et l'idéalisme qui affirme le contraire, manquent tout aussi radicalement le sens du concept de vérité, selon lequel le vrai est découvrement et le faux recouvrement parce qu'ils situent unilatéralement la vérité dans les choses ou dans la pensée au lieu de la comprendre comme comportement ou une existence ».
Alexander Schnell conclut « la vérité -adéquation s'avère ainsi être dérivée par rapport à une vérité que Heidegger érige en « existential » de l'être-là et qu'il appelle l'être-dévoilé qui est la traduction de l'alètheia grecque, ce que formule d'une autre façon Mario Ruggenini : « l'énoncé est fondé dans l'être découvrant du Dasein, c'est-à-dire dans son être-ouvert (Erschlossenheit) ».

### La dimension de la vérité
Pour que l'étant se montre tel qu'il est, il faut ensuite qu'il ait surgi en tant que tel au préalablement pour ainsi dire. « Il y a donc, de toute nécessité, une vérité de la chose « apprésentée » qui précède le jugement de vérité » et c'est cette vérité de la chose que l'alètheia en son sens originel, s'efforcerait d'exprimer.
Ce retour vers la « chose en tant que telle »  n'est pas phénoménologiquement en soi suffisant, car pour être là devant, antérieurement à sa saisie, il faut qu'elle soit dans une dimension, un lieu qui autorise sa saisie, une dimension que Heidegger a aperçu dans le « hors-retrait » des premiers grecs et qu'il appellera l'ouvert Ein Offenbares, expression qui deviendra Ouverture pour le Dasein, puis plus tard, « clairière », « éclaircie de l'Être », toutes expressions, qui font encore référence au phénomène de la lumière, phénomène qui rappelle l'idée que s'en faisait Platon.
Comme le souligne le rédacteur du Dictionnaire , la pleine entente de l'être de la vérité demande la prise en vue non seulement du hors retrait mais aussi du domaine de l'éclaircie, mais aussi encore du retrait qui en est la source la plus vive.
Toutefois, rappelle Françoise Dastur, la pensée de l'Idéa ignore « tout ce qu'elle doit à la lumière de l'être », elle ne fait l'expérience de cette lumière que dans l'éclairement de l'étant, et jamais de la lumière en tant que telle. Avec l'Ouvert, ou Monde, c'est l'éclaircie elle-même qu'il s'agit de penser, éclaircie immanente qui est la condition de l'être de la chose et de sa vérité.
L'éclosion de l'« être-vrai », implique aussi que l'étant « soit laissé être, l'étant qu'il est » autrement dit, la chose ne peut servir de mesure pour le jugement que si leDasein  s'est auparavant rendu libre vis-à-vis d'elle.  Cette condition, Heidegger, dans Vom Wesen der Wahrheit ou « Essence de la vérité »,  l'appelle, Liberté,.
Si l'étant est vrai, en tant qu'il apparaît librement dans l'Ouvert, comme « dévoilé », « alors l'ultime problème et le plus décisif est celui de l'ouverture de l'Ouvert », au-delà du dévoilé il faut penser le « dévoilement » en tant que tel, ou mieux le « désabritement » qui sonne aux oreilles de Heidegger comme « un arrachement » à la Léthé dans la Grèce archaïque.

### La vérité comme combat
En traduisant alètheia par Unverborgenheit, dévoilement ou plutôt non-voilement, et non plus simplement par « Vérité », Heidegger s'efforce de faire entendre quelque chose du sens , de ce vers quoi alètheia faisait signe, même à l'insu des Grecs, et à partir duquel ils déployaient leur monde (le monde d'Homère et des premiers penseurs et poètes).
Pour comprendre cela, il faut remonter en deçà de l'événement qui avait conduit à l'implosion du premier sens de l’alètheia, à savoir « le moment où est oublié l'aspect temporel et aventureux de la sortie hors du retrait » à partir duquel, seul le résultat compte, notamment chez Platon, et où définitivement l’Alètheia, devient simplement, l'étant.

#### Entre le vrai et le faux: l'errance
Les phénomènes de la vie ont comme caractéristique essentielle de se dissimuler. Or ce sont ces phénomènes refoulés qui sont essentiels car ils fournissent à tout ce qui se montre, sens et fondement.
Heidegger distingue de la non vérité, l'errance qui n'est pas l'erreur mais un mode d'être fondamental dans lequel l'être-là oubliant le mystère, c'est-à-dire la prévalence de la dissimulation s'accroche à l'étant rencontré dans la préoccupation quotidienne, l'erreur n'étant que la manière la plus superficielle d'errer.

#### La co-appartenance du voilement et du dévoilement
Dans un fragment numéroté 123, Héraclite aurait déclaré« Φύσις κρύπτεσθαι φιλεῖ », traduit habituellement par « la nature aime à se cacher ». Héraclite aurait constaté poétiquement la pénibilité du savoir et de l'apprentissage », alors que pour Heidegger, cette sentence pourrait exprimer, l'essence profonde de alètheia, à savoir que le dévoilement implique nécessairement et simultanément le voilement.
Au-delà de la présence de la λήθη, le « a » privatif fait signe vers la prévalence de l'occultation qui régit entièrement l'essence de l'être.

#### Le jeu du voilement et du dévoilement
« L'oubli de l’être » signifie que l’être se voile, qu’il se tient dans un retrait voilé qui le dérobe à la pensée de l’homme, mais qui peut aussi être considéré comme une retraite protectrice, une mise en attente d’un décèlement.
Heidegger s'efforce de nous faire penser ensemble, voilement et dévoilement. Pour cela, il s'aide de la traduction allemande, qui l'autorise à interpréter le « se cacher » de la sentence héraclitéenne aussi bien comme un « s'abriter » ; la Phusis, aimerait ainsi d'après le penseur à s'« abriter » parce que à l'abri du voile, le cèlement, l'occultation, sont pour elle la garantie du « surgissement » et de « l'éclosion »,. Dans la « Conférence sur l'origine de l'œuvre d'art »   Heidegger introduit la notion de « terre » qui s'oppose au concept de « monde », dans la mesure où contrairement au « s'ouvrir » du monde, il y a dans l'œuvre d'art quelque chose qui se ferme et se recèle. 
De cette même conférence, Didier Franck, reprenant la poétique description du temple grec conclut que « rien ne se montre de soi-même  mais tout est néanmoins montré et rayonne de la splendeur de l'indirect » .
Méditer cette co-appartenance entre « éclosion » et « occultation » n'est pas un jeu dialectique, ni une simple apposition de contraires; mais, comme nous le précise Heidegger, une dynamique propre qui nous force à penser l'occultation et le non-être, comme une part essentielle de la Phusis , (la nuit du jour, la guerre de la paix, la disette de l'abondance ), qui seule lui garantit d'être ce qu'elle est. Dans cette pensée originaire le non-être est constitutif de l'être, et c'est ceci qui est pensé dans la sentence énigmatique héraclitéenne, vue plus haut, ainsi que dans le statut du dire et de la parole dans les temps archaïques.
La co-appartenance exprime l'essence même du Dasein, qui embrasse aussi bien l'être-présent que l'être-absent. Hans-Georg Gadamer aime à ce propos, citer la boutade qu'il attribue à Heidegger « on ne peut pas perdre Dieu comme on perd son canif ».
Plus énigmatique encore, l'insistance de Heidegger, à présenter l'alètheia, non seulement comme ayant besoin de l'occultation pour briller ( le jour a besoin de la nuit ) ce qu'elle serait si elle était une simple ouverture mais « comme dévoilement de l'occultation elle-même »,.

#### La grande poésie comme manifestation de la vérité
« Pour que l'étant se montre à nous à travers les mots, comme ce qui se tient à l'encontre reposant en soi-même, c'est-à-dire comme ce qui apparaît de soi-même [...] il faut qu'il se montre simultanément, quoique de manière implicite, avec une dimension cachée, une dimension réservée et retirée qui lui donne son assise propre »écrit Joël Balazut. Ainsi dans L'Origine de l'œuvre d'art , Heidegger nomme « Terre » cette dimension obscure et abyssale qui se referme en son indistinction foncière. Le mythe n'a pas d'autre sens fondamental que de dévoiler l'omniprésence englobante et éternelle de la phusis. Heidegger affirme que c'est bien dans et par le mythe, c'est-à-dire dans et par la poésie mythique, qu'est portée et déployée l'alètheia,..

### La «Lichtung» comme espace de jeu
Ici encore, dans sa compréhension de la Lichtung, traduit ordinairement par « clairière » ou « éclaircie », Heidegger apparaît extraordinairement novateur . La métaphore de la lumière est banale depuis Platon, pour désigner la condition de possibilité de l'apparaître, Heidegger en use aussi dans ce sens mais, il remarque vite que cette clarté, ce libre rayonnement demande une dimension supérieure, une contrée où elle puisse répandre son rayonnement et où puisse apparaître tout ce qui est. Cette éclaicie, die Lichtung, va être l'ouverture que cette clarté présuppose, « elle dit non seulement, ce qui se dévoile et ce dévoilement même, mais aussi, cet autre qui lui ne se dévoile pas et qui demeure occulté »,. Marlène Zarader résume ainsi, en trois points les lignes de forces essentielles pour la compréhension du sens d' Alètheia dans la pensée de Heidegger :
1/-l' ἀλήθεια est pensée comme dévoilement de l'étant et non comme concordance entre idée et chose.
2/-il s'avère que l'étant ne peut se dévoiler qu'en raison d'une dimension qui ne se dévoile pas. L' ἀλήθεια a besoin de la λήθη, ce qui se dérobe qui constitue comme une réserve et est, l' être.
3/-le point essentiel et le plus énigmatique, c'est que cette occultation s'occulte elle-même au regard du Dasein.
L'homme est cet « être-jeté », dans la vérité de l'Être, pour « qu'en « eksis-tant », l'étant apparaisse comme l'étant qu'il est ». L'homme est « projet-jeté » dans l'existence, il lui revient d'y donner sens à la mesure du don qui lui est fait de l'éclaircie Lichtungde l'Être. L'Être, qui est l'éclaircie elle-même, y arrive à l'homme et rend possible l'éclaircie (qui s'appelle ouverture dans Être et Temps) de l'être-le-Là (voir Dasein), de l'y approprier, l'appropriement étant l'autre nom de l'Ereignis dans les Beiträge zur Philosophie (Vom Ereignis), que les lecteurs de 1946 ne pouvaient pas connaitre.